# 港湾空港技術研究所
港湾空港技術研究所（こうわんくうこうぎじゅつけんきゅうじょ、英語表記：Port and Airport Research Institute、略称：PARI）は、国土交通省所管の国立研究開発法人海上・港湾・航空技術研究所を構成する研究所である。港湾及び空港の整備等に関する調査、研究及び技術の開発を行っている。

## 概要

### 所在
所在地は神奈川県横須賀市長瀬3-1-1。もとは海軍（横須賀鎮守府）、海上自衛隊（横須賀地方隊）の用地であり、旧海軍対潜学校、海上自衛隊艦艇装備研究所を経て現在に至る。

### 主要事業
- 以下の事項についての基礎的な調査、研究及び技術の開発
  1. 港湾の整備、利用及び保全に関すること。
  2. 航路の整備及び保全に関すること。
  3. 港湾内の公有水面の埋立て及び干拓に関すること。
  4. 港湾内の海岸の整備、利用及び保全に関すること。
  5. 飛行場の整備及び保全に関すること。

## 研究組織
6つの研究領域で研究を行っている。
- 海洋研究領域
- 海洋水理研究領域
- 地盤研究領域
- 構造研究領域
- インフラDX研究領域
- 海洋環境制御システム研究領域

また5つのセンターを有する。
- 国際沿岸防災センター
- ライフサイクルマネジメント支援センター
- 海洋インフラ・洋上風力技術センター
- 港湾空港生産性向上技術センター
- 港湾空港イノベーション推進センター

## 沿革
- 1946年 - 鉄道技術研究所第7部港湾研究室設立。
- 1949年 - 横須賀市久里浜（現在地）に移転する。
- 1950年4月1日 - 運輸省港湾局技術研究課および船舶試験所の一部と統合して運輸省運輸技術研究所となる。[1]
- 1962年4月1日 - 運輸省港湾技術研究所として独立発足。[2]
- 2001年1月6日 - 国土交通省に移管。[3]
- 2001年4月1日 - 独立行政法人港湾空港技術研究所と国土交通省国土技術政策総合研究所に分割される。
- 2015年4月1日 - 国立研究開発法人港湾空港技術研究所に改称。
- 2016年4月1日 - 海上技術安全研究所および電子航法研究所（いずれも国立研究開発法人）と統合して国立研究開発法人海上・港湾・航空技術研究所の一部となる。

## 主な研究施設
- デュアルフェースサーペント水槽
- 大規模水理模型実験水槽
- 大型実験水路
- 35m二次元水路
- 海底流動実験水槽
- 環境インテリジェント水槽
- 油回収実海域再現水槽
- 海底探査水槽
- 水中作業環境再現水槽(水中ロボット水槽)
- 長期暴露試験施設

### 大規模波動地盤総合水路
津波の実験施設である。
水路の大きさは、長さ184m、幅3.5m、深さ12mで、深さ4mの砂地盤層を持っている。
世界最大の3.5mの波を起こすことができる。ほぼ実規模の実験を行うことができるため、地盤の動きや構造破壊を再現することが可能である。

## 一般公開
年に１回、夏に一般公開が行われ、1,000人以上の来場者がある。施設の見学の他に、下記のような体験ができるため、家族連れが多い。
一般公開とは別に10名から30名程度の団体に対する施設見学を行っている。
- 巨大津波を体感しよう
- 水中TVカメラロボット操縦体験

ジャンボジェット機のタイヤを見よう
- コンクリートを作ろう
- フライトシミュレーターで学ぼう